# Schwimmnudel

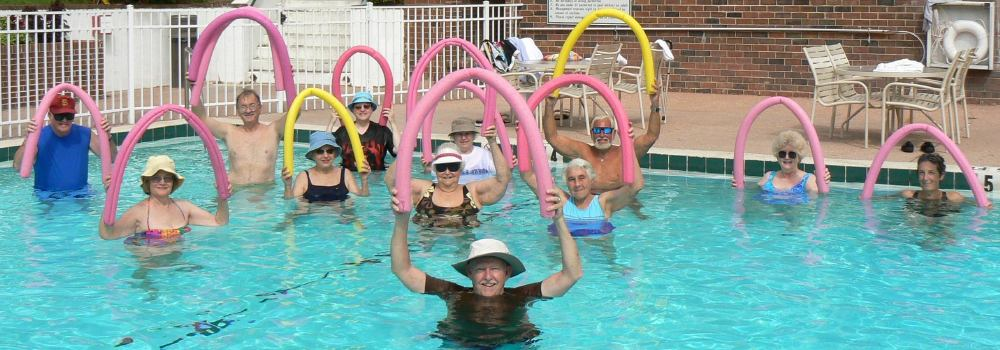
Trainingsgruppe bei der Aquafitness mit Schwimmnudeln

Eine Schwimmnudel, häufig auch Wassernudel, Poolnudel oder Poolschlange, in Österreich auch Schwimmwurst, ist ein sehr flexibler, als Spielzeug und Fitnessgerät einsetzbarer Schlauch bzw. Stab, der meist aus geschlossenporigem Polyethylenschaum besteht.
Schwimmnudeln werden als Schwimmhilfe beim Anfängerschwimmen für Kinder und Erwachsene genutzt  und als Turngerät in der Aquafitness. Das geläufigste Maß ist etwa 160 cm Länge bei etwa 7 cm Durchmesser, abweichende Größen und Farben werden ebenso angeboten wie Verbindungselemente, mit denen sich mehrere Schwimmnudeln kombinieren lassen.
Erfunden wurde die Schwimmnudel 1986 von dem Kanadier Richard Koster.

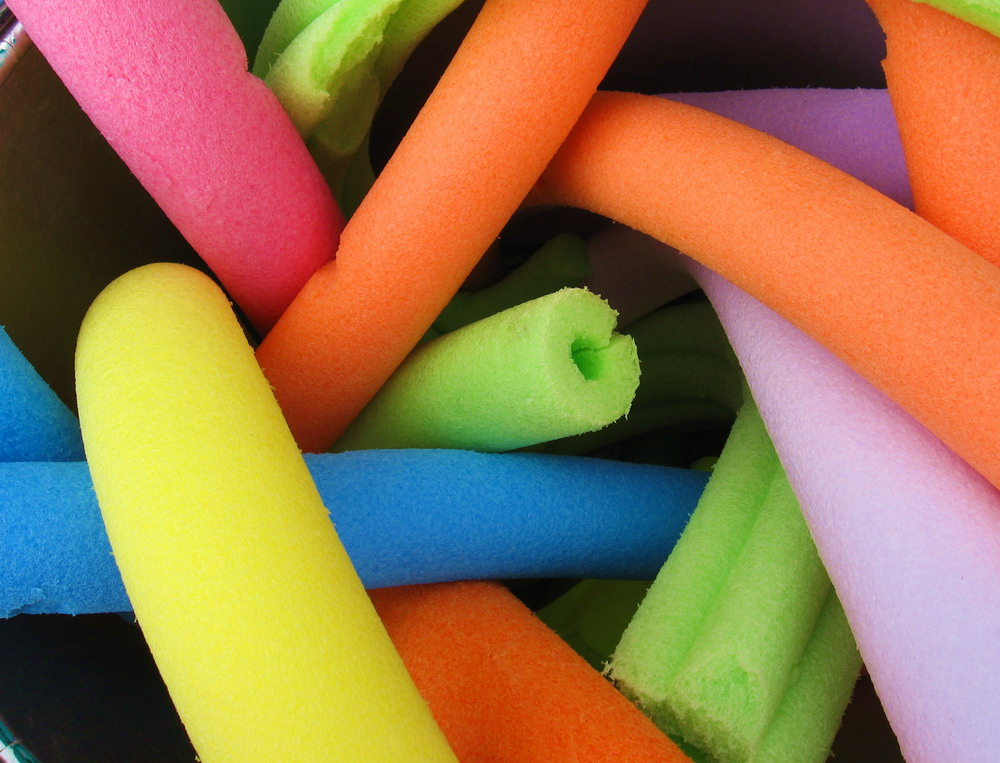
Verschiedenfarbige Schwimmnudeln
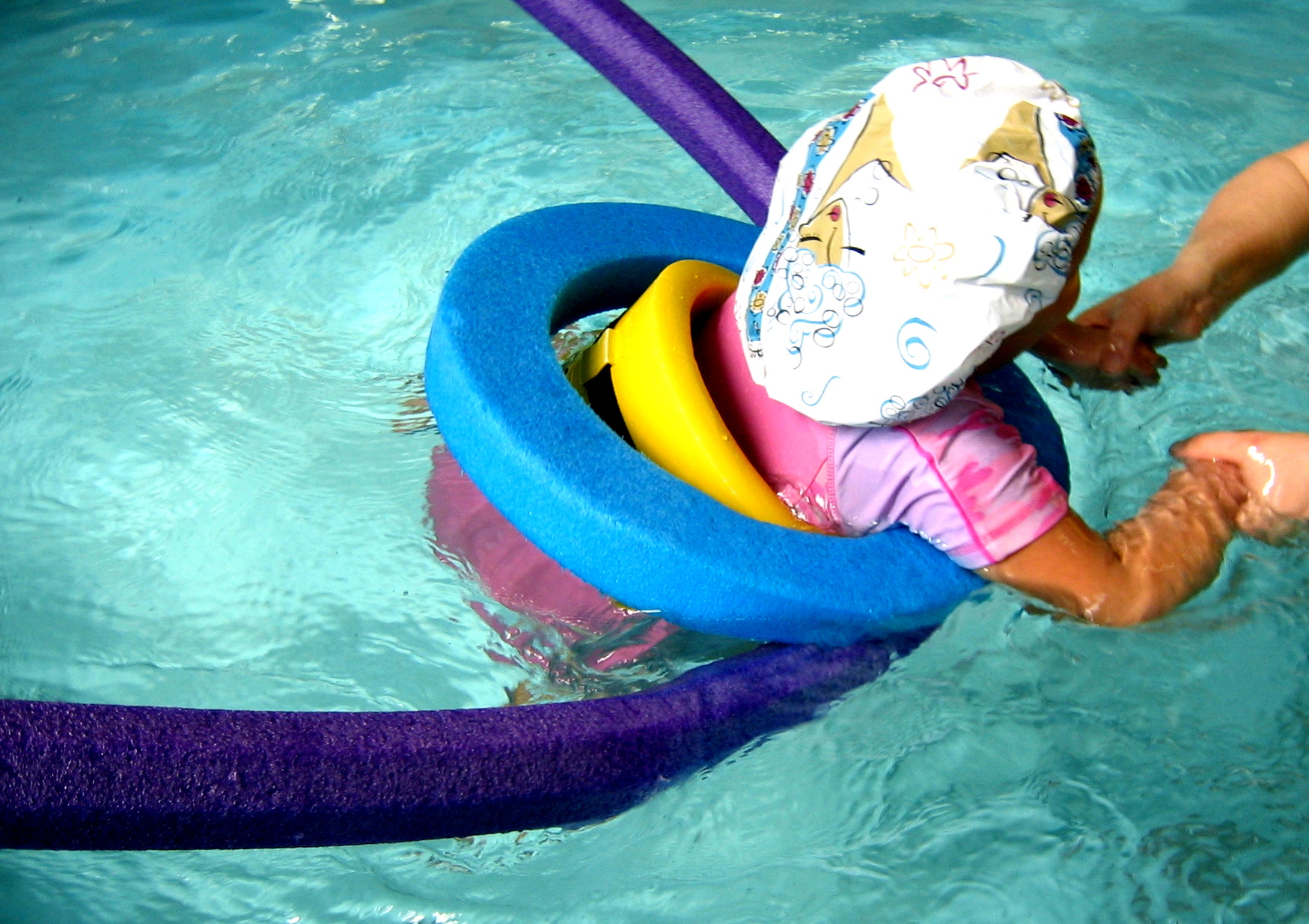
Baden mit Schwimmnudeln

## Verwendung als Abstandhalter im Straßenverkehr
Wer Radfahrer mit dem Auto überholen möchte, muss in Deutschland einen Sicherheitsabstand von mindestens 1,5 Metern einhalten. Um diesen Abstand zu erzwingen, verwendeten Ende der 2010er Jahre Radfahrer manchmal eine am Gepäckträger befestigte Schwimmnudel als Abstandhalter.
Erstmals soll eine solche Konstruktion im Oktober 2016 in einem Artikel über einen kanadischen Radfahrer in der kanadischen Tageszeitung Toronto Star erwähnt worden sein. Dies etablierte sich anschließend zunächst unter Radfahrern in Kanada.
In mehreren deutschen Städten wurde die Schwimmnudel zudem gezielt als symbolisches Mittel auf Fahrraddemonstrationen für die Einhaltung des Sicherheitsabstands und allgemein für mehr Rechte im Radverkehr eingesetzt.

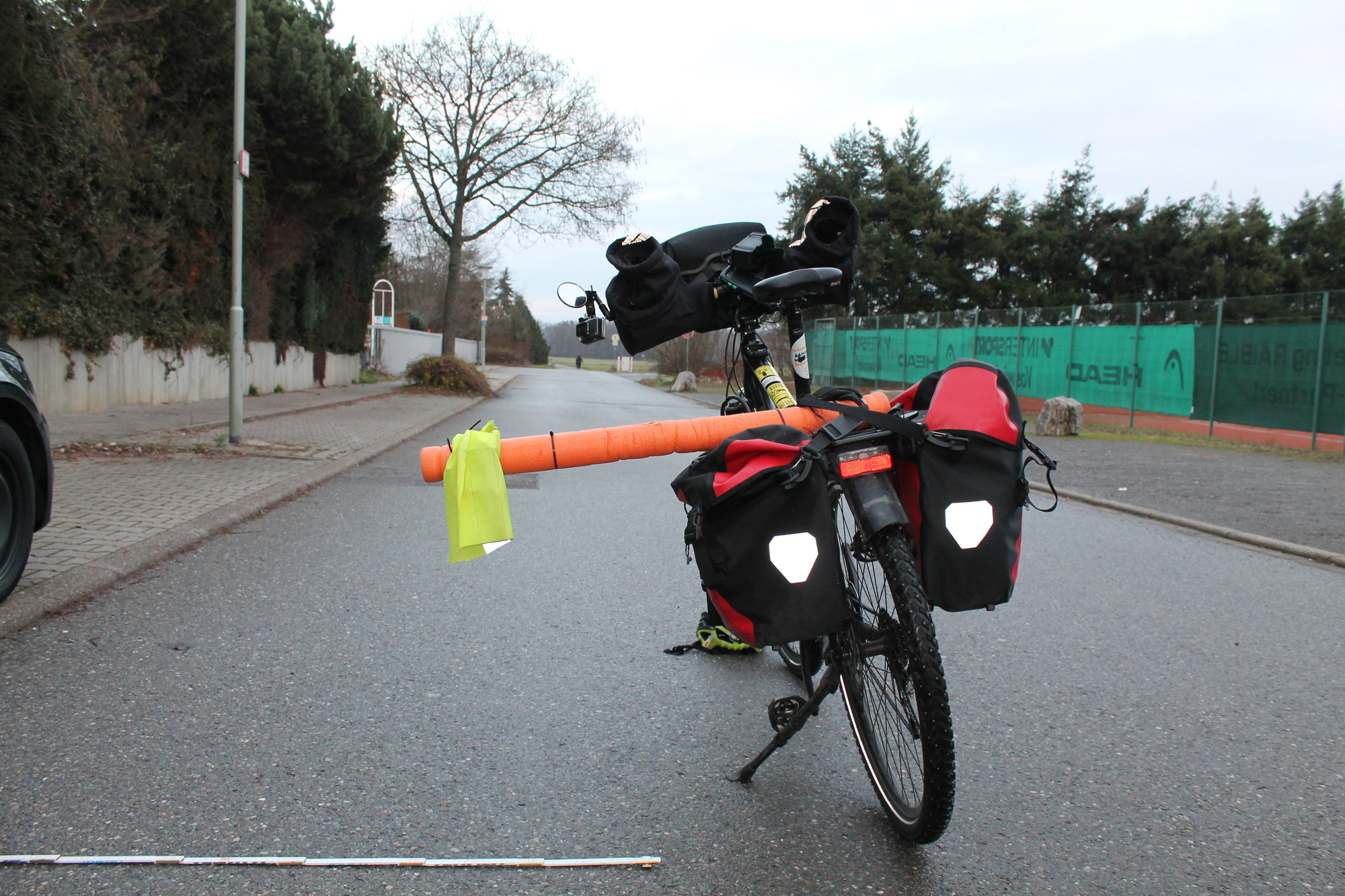
Schwimmnudel als Abstandhalter am Fahrrad
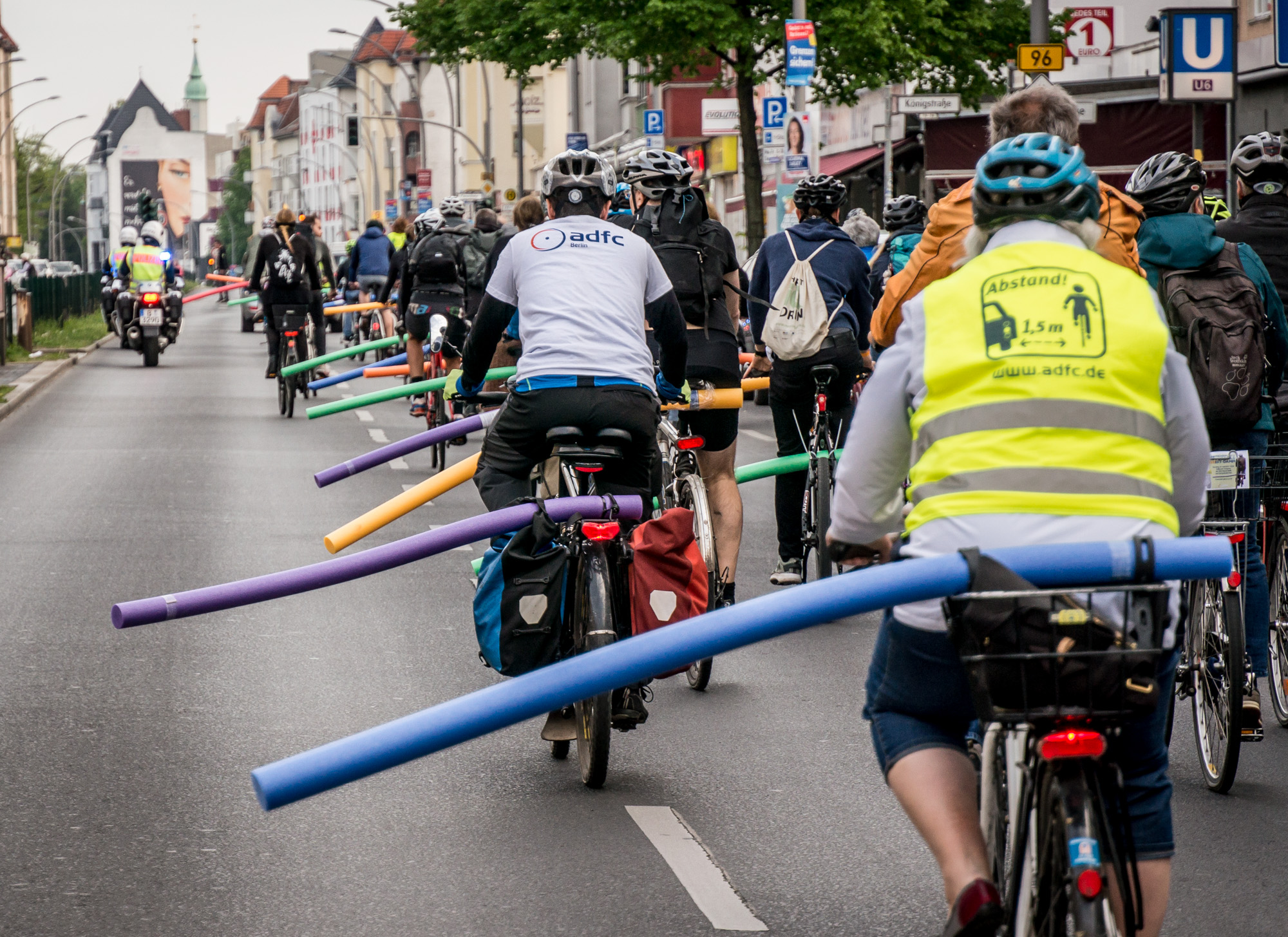
Fahrraddemonstration mit Schwimmnudeln